# فيليب أندرسن
فيليب أندرسن هو مهندس دنماركي، ولد في 15 نوفمبر 1980 في آرهوس في الدنمارك.

## روابط خارجية
- فيليب أندرسن على موقع DriverDB.com (الإنجليزية)